# Грего (вітер)
Гре́го (гре́гала, гре́гос, гре́кос, грега́ль) (ісп. gregal; фр. gre-cale; лат. greaecus — той, що дме з Греції) — континентальний місцевий вітер, північно-східного напрямку, протилежний майстро.

## Термін «грего»
Термін «грего» зазвичай вживається вузькими колами людей. Найчастіше вживається жителями прибережних територій, моряками, рибалками тощо, а також метеорологами та науковцями.
Є деяка різниця у назвах північно-східного вітру на територіях різних країн: на Мальті грего називають балканським вітром, у східному Середземномор'ї та Чорноморському басейні — грего, грегор, у Марселі — бриз.

## Характеристика вітру
Виникає при появі сухого континентального повітря, взимку холодного, літом теплого. У весняний та осінній період приносить погоду з морозами, вологим снігом та дощем. Вітер сухий, сильний, холодний.

## У літературі
У художній літературі термін застосовують для точнішої передачі побуту, професійних сцен та дослідницьких елементів, особливостей життя на території, розташованій поблизу водних об'єктів, таких як море, океан.
В українській літературі, наприклад, у новелі «Подвійне коло» з роману Юрія Яновського «Вершники»:
```
  
...хмара на південному заході катастрофічно росла, 
майстро
 поволі переліг на грего...

  
...грего сіяв дощем...
```